# كوكال أنداماني
كوكال أنداماني (الاسم العلمي: Centropus andamanensis) (بالإنجليزية: Brown Coucal)‏ هو نوع من الطيور يتبع جنس الكوكال من فصيلة طيور الوقواق.